# マンネンタケ科
マンネンタケ科（マンネンタケか、学名: Ganodermataceae）は、タマチョレイタケ目に属する一科で、その名の通り霊芝の名前で知られるマンネンタケが属している。この科には4属があり、100種程度がその下に属している。約100種のなかには、マンネンタケやマゴジャクシのような傘を開くキノコもあるが、コフキサルノコシカケやエビタケのような無柄のものもあり、形はさまざまである。
一昔前まで、マンネンタケやコフキサルノコシカケ等はサルノコシカケ科に含まれていたが、現在ではこの科に修正されている。

## 属名一覧
- マンネンタケ属 Ganoderma
- コマタケ属 Amauroderma
- Haddowia（日本名なし）
- Humphreya（日本名なし）